# Boku Dake ga Inai Machi
Boku Dake ga Inai Machi (僕だけがいない街 bogst. Byen hvor kun jeg mangler) også kendt som ERASED, er en japansk fantasy thriller seinen mangaserie skrevet og illustreret af Kei Sanbe. Serien har gået i Kadokawa Shotens magasin Young Ace siden 2012. og er sideløbende blevet samlet i foreløbig 7 bind. En animeserie af A-1 Pictures blev sendt på Fuji TV fra 8. januar 2016, til 24. marts 2016, og en spillefilm vil få premiere 19. marts 2016. En spin-off romanserie af Hajime Ninomae blev offentliggjort i Kadokawas magasin Bungei Kadokawa fra november 2015 til marts 2016.

## Synopsis
Satoru Fujinuma er en 29 år gammel mangaka, der oplever et fænomen kendt som "Revival", hvor han bliver sendt nogen få sekunder tilbage i tiden før livstruende situationer, som han derved kan forhindre. Han bruger det til at redde en dreng fra en løbsk lastbil, hvis chauffør er død af et hjertestop, men bliver til gengæld indlagt på hospitalet. Hans kollega, Airi Katagiri, roser Satoru for hans livsreddende indsats. Satoru får besøg af sin mor, Sachiko, der minder ham om en ulykke for 18 år siden, hvor en voksen ved navn Jun Shiratori, som Sotaru stolede på, blev arresteret for kidnapningen og mordet på to af hans klassekammerater. Da Satoru oplever endnu et Revival-fænomen næste dag, bemærker Sachiko bemærker en mand, der så ud til at prøve på at kidnappe et barn. Sachiko ser på sagen og kommer til den konklusion at den mand var den rigtige morder, men før hun kan fortælle det til Satoru, bliver hun dræbt i Satorus hjem. Netop da Satoru opdager Sachikos lig og bliver anklaget for mordet, sender hans revival ham hele vejen fra tilbage fra nutiden i 2006 til 1988, hvor han stadig var en 11-årig skoleelev. 

## Personer
En liste over personer der er med i Boku Dake ga Inai Machi.
- Satoru Fujinuma (藤沼 悟 Fujinuma Satoru)

Seiyuu: Shinnosuke Mitsushima  (29 år gammel), Tao Tsuchiya (10/11 år gammel). 

Fødselsdagsdato: 2 marts 1977 

Satoru er en 29 årig mangaka med en overnaturlig evne (revival), hvor han får chancen til at forhindre ulykker. 
- Kayo Hinazuki (雛月 加代 Hinazuki Kayo)

Seiyuu: Aoi Yuuki 

Fødselsdagsdato: 2 marts 1977 

Kayo er en af Satoru's klassekammerater, hun er det første offer for seriemorderen.
- Airi Katagiri (片桐 愛梨 Katagiri Airi)

Seiyuu: Chinatsu Akasaki 

Airi er en Satoru's kollega på Oasi Pizza.
- Sachiko Fujinuma (藤沼 佐知子 Fujinuma Sachiko)

Seiyuu: Minami Takayama 

Sachiko er Satoru's mor.
- Kenya Kobayashi (小林 賢也 Kobayashi Ken'ya)

Seiyuu: You Taichi 

Kenya er en af Satoru's klassekammerater.
- Hiromi Sugita (杉田 広美 Sugita Hiromi)

Seiyuu: Akari Kitou 

Hiromi er en af Satoru's klassekammerater, som er meget feminin, selvom han er en dreng. Derfor bliver han seriemorderens tredje offer. 
- Osamu (修 Osamu)

Seiyuu: Ayaka Nanase 

Osamu er en af Satoru's klassekammerater.
- Kazu (カズ Kazu)

Seiyuu: Yukitoshi Kikuchi 

Kazu er en af Satoru's klassekammerater.
- Aya Nakanishi (中西 彩 Nakanishi Aya)

Aya er en elev fra Izumi Grundskole tæt på Satoru's skole og er seriemorderens andet offer.
- Jun Shiratori (白鳥 潤 Shiratori Jun)

Seiyuu: Takahiro Mizushima 

Jun er en ung mand, som boede i Satoru's hjemby. Han snakkede tit med Satoru og andre børn.
- Gaku Yashiro (八代 学 Yashiro Gaku)

Seiyuu: Mitsuru Miyamoto 

Gaku er Satoru's klasselærer.
- Akemi Hinazuki (雛月 明美 Hinazuki Akemi)

Seiyuu: Akemi Okamura 

Akemi er Kayo's mor.

## Afsnit
| #  | Titel                                         | Sendt første gang |
| -- | --------------------------------------------- | ----------------- |
|    |                                               |                   |
| 1  | "Flashing Before My Eyes" "Soumatou" (走馬灯) | 8. januar 2016    |
| 2  | "Palm of the Hand" "Tenohira" (掌)            | 15. januar 2016   |
| 3  | "Birthmark" "Aza" (痣)                        | 22. januar 2016   |
| 4  | "Accomplishment" "Tassei" (達成)              | 29. januar 2016   |
| 5  | "Getaway" "Toubou" (逃亡)                     | 5. februar 2016   |
| 6  | "Grim Reaper" "Shinigami" (死神)              | 12. februar 2016  |
| 7  | "Out of Control" "Bousou" (暴走)              | 19. februar 2016  |
| 8  | "Spiral" "Rasen" (螺旋)                       | 26. februar 2016  |
| 9  | "Closure" "Shuumaku" (終幕)                   | 3. marts 2016     |
| 10 | "Joy" "Kanki" (歓喜)                          | 10. marts 2016    |
| 11 | "Future" "Mirai" (未来)                       | 17. marts 2016    |
| 12 | "Treasure" "Takaramono" (宝物)                | 24. marts 2016    |